# Паллотта, Джованни Баттиста Мария
Джованни Баттиста Мария Паллотта (итал. Giovanni Battista Maria Pallotta; 2 февраля 1594, Кальдарола, Папская область — 22 января 1668, Рим, Папская область) — итальянский куриальный кардинал. Апостольский коллектор в Португалии с 8 июня 1624 по 6 июня 1626. Губернатор Рима и вице-камерленго Святой Римской Церкви с 14 февраля по 8 апреля 1628. Апостольский нунций в Австрии с 9 сентября 1628 по 18 мая 1630. Титулярный архиепископ Фессалоник с 18 сентября 1628 по 19 ноября 1629. Апостольский легат в Ферраре с 1 июля 1631 по 21 мая 1634. Камерленго Священной Коллегии кардиналов с 7 января 1647 по 13 января 1648. Кардинал-священник с 19 ноября 1629, с титулом церкви Сан-Сильвестро-ин-Капите с 26 мая 1631 по 23 сентября 1652. Кардинал-священник с титулом церкви Сан-Пьетро-ин-Винколи с 23 сентября 1652 по 21 апреля 1659. Кардинал-священник с титулом церкви Санта-Мария-ин-Трастевере с 21 апреля 1659 по 21 ноября 1661. Кардинал-священник с титулом церкви Сан-Лоренцо-ин-Лучина с 21 ноября 1661 по 2 июля 1663. Кардинал-протопресвитер с 21 ноября 1661 по 2 июля 1663. Кардинал-епископ Альбано с 2 июля 1663 по 11 октября 1666. Кардинал-епископ Фраскати с 11 октября 1666 по 22 января 1668.